# Brunner (månekrater)
Brunner er et nedslagskrater på Månen. Det befinder sig langs den østlige rand på Månens bagside, sydøst for Mare Smythii. I denne position ses krateret fra siden, så mange detaljer ikke kan observeres, og synligheden er afhængig af gunstig libration. Krateret er opkaldt efter den schweiziske astronom William O. Brunner (1878 – 1958).
Navnet blev officielt tildelt af den Internationale Astronomiske Union (IAU) i 1970.
Krateret observeredes første gang i 1965 af den sovjetiske rumsonde Zond 3.

## Omgivelser
Brunnerkrateret ligger sydvest for den bjergomgivne slette Hirayama og øst for det aflange Houtermanskrater.

## Karakteristika
Brunners rand er tydeligt aftegnet og cirkulær, skønt der er en let udadgående bule og en nedsunket væg langs den nordlige side. Kraterets indre er ujævnt og irregulært med en central højderygsformation i midtpunktet. Der findes også en ringlignende formation på bunden, som er koncentrisk med den indre væg.

## Satellitkratere
De kratere, som kaldes satellitter, er små kratere beliggende i eller nær hovedkrateret. Deres dannelse er sædvanligvis sket uafhængigt af dette, men de får samme navn som hovedkrateret med tilføjelse af et stort bogstav. På kort over Månen er det en konvention at identificere dem ved at placere dette bogstav på den side af satellitkraterets midte, som ligger nærmest hovedkrateret. Brunnerkrateret har følgende satellitkratere:
| Brunner | Længde  | Bredde  | Diameter |
| ------- | ------- | ------- | -------- |
| L       | 12,4° S | 91,3° Ø | 34 km    |
| N       | 11,4° S | 90,7° Ø | 18 km    |
| P       | 12,5° S | 90,1° Ø | 19 km    |

## Måneatlas
- Billeder af Brunnerkrateret i LPI-måneatlasset
- LTO-82D1 Brunner — topografisk kort fra Lpi.